# Seznam ameriških lokostrelcev
Seznam ameriških lokostrelcev.

## A
Stephanie Arnold - 

## B
Jack Lenoard Barrs mlajši - 

## D
Janet Dykman - 

## E
Brady Ellison

## G
Zach Garrett

## H
Justin Huish - 

## J
Butch Johnson - 

## K
Jake Kaminski

## M
John Magera - Richard McKinney - 

## N
Jennifer Nichols - 

## P
Darrell Pace - 

## W
Stephanie White-Arnold - Doreen Wilber - Jacob Wukie - Victor Wunderle - 